# Елекхоти, Тамбий
Тамби́й Елекхо́ти (в метрике — Тамби́й Сауку́дзович Елеко́ев, в эмиграции — Tamby Elekhoty; осет. Елехъоты Тамби; 23 сентября 1886 (5 октября 1886), Вольно-Христианское, Терская область — 30 апреля 1952 года, Ницца) — осетин (дигорец), юрист, меньшевик, офицер «Дикой дивизии», участник Первой мировой и Гражданской войн, руководитель Северо-Кавказского национального комитета (Германия), публицист.

## Биография
Тамбий Елекхоти родился, согласно метрическому свидетельству, 23 сентября [5 октября] 1886 года в селении Вольно-Христианском Терской области. Его отец, Саукуй Елекоев, сын Авсадака (осет. Ӕхсадаг), много лет избирался старшиной селения. Он владел грамотой, был участником турецких походов, имел унтер-офицерский чин. Брат отца Базе, напротив, занимался коммерцией: он одним из первых, вскоре после переселения осетин с гор на равнину, открыл лавку. Будучи сельской элитой, братья имели возможность дать своим детям образование. Мать Елекхоти, Госага Гависова, происходила из рода Корнаевых (осет. Къорнатӕ). В семье было семеро детей, Тамбий — третий из четырёх сыновей.
Среднее образование Елекхоти получил в Пятигорской гимназии, где окончил шесть классов, но не остался в седьмом и не сдал экзамены на аттестат. По достижении 20-летнего (призывного) возраста в 1906 году по жребию был призван на военную службу до 43 лет, зачислен по 2 Осетинскому призывному участку Владикавказского округа в ратники ополчения первого разряда. Однако через год, находясь на службе, получил возможность сдать экзамены на свидетельство зрелости во Владикавказской мужской гимназии и собрать документы, необходимые для поступления в университет.

### Петербург (1907—1915)
В 1907 году Елекхоти был принят на юридический факультет Санкт-Петербургского университета, куда одновременно с ним поступили Гайдар Баммат и Алихан Кантемир — будущие лидеры северокавказской эмиграции. Все трое продолжили общение и сотрудничество в последующие годы. В июне 1910 года за невзнос платы Елекхоти исключен из университета и в сентябре, после назначения начальником Терской области горской стипендии, восстановлен. В 1911 году получил стипендию имени Урисова, назначенную попечителем Кавказского учебного округа. В феврале 1913 года он завершил учёбу на юридическом факультете со свидетельством о зачтении восьми полугодий.
В период учёбы и после служил при правлении Волго-Бугульминской железной дороги, работал присяжным поверенным. Член РСДРП. Входил в круг друзей Максима Горького, Марины Цветаевой .

### Первая мировая война
Участник войны с 1915 по 1917 год, корнет Чеченского конного полка Кавказской туземной конной дивизии («Дикой»), которым командовал персидский принц Фейзулла Мирза Каджар. В составе полка Елекхоти принимал участие в боевых действиях на Юго-Западном фронте, в Брусиловском прорыве. Был тяжело ранен, эвакуирован с фронта для излечения, в мае 1917 года лежал в лазарете Константиновского артиллерийского училища в Петрограде.

### Северный Кавказ (1918—1921)
В годы Гражданской войны — активный борец за независимость горских народов, был близок к правлению Горской республики, где видные посты занимали друзья по университету Баммат и Кантемир, в 1919 году участник боевых действий против войск Деникина, в 1920 году — партизанского движения против большевиков.

### Эмиграция
В 1921 году эмигрировал через Закавказье в Турцию. В эмиграции Елекхоти продолжил политическую деятельность. По требованию Советского правительства был выслан из Турции. В 1926 году через Прагу прибыл в Париж, где получил грузинский паспорт. Состоял в пражской организации Народной партии вольных горцев Кавказа (1927). Сотрудничал с издательствами северокавказской эмиграции, писал для журналов: «Кавказ», который издавал Баммат, «Независимый Кавказ», «Северный Кавказ», «Горцы Кавказа», «Казачий голос». Статьи в основном посвящал таким темам как конфедерация кавказских народов, противостояние Кавказа и России, независимость Украины, польско-украинские отношения, а также ряду международных вопросов: политике Японии на Дальнем Востоке, гражданской войне в Испании. В эмиграции входил в идеологическую группу, выступавшую за сепаратизм Северного Кавказа. Издал сочинение «Горцы Кавказа», где выдвинул идею, что сепаратистское движение на Кавказе возникло как минимум в 80-е годы XIX столетия в произведениях кавказских писателей и общественных деятелей. Состоял в Кружке изучения Кавказа. Выступал с лекциями, в 1935 году прочел в Париже доклад «Самоопределение народов Северного Кавказа, в частности, осетин».
С конца 1930-х годов совместно с Бичераховым, Бамматом и Кантемиром руководил Северо-Кавказским национальным комитетом в Германии. В годы Второй мировой войны через представительство Красного креста сотрудничал с немецкими властями с целью спасения военнопленных кавказских национальностей.
После войны жил во Франции, последние годы — в Ницце. Имел церковный брак, заключенный в Турции, с Кларой Идой Луиз Милль (Clara Ida Louise Mille, 1885 — после 1952), француженкой, родившейся в Константинополе. Болел туберкулезом. Скончался 30 апреля 1952 года, у себя дома, по адресу: ул. Адмирала Грасса, 12. Похоронен в Ницце на Восточном кладбище.

## Публикации
Статьи Тамбия Елекхоти в журналах кавказской эмиграции:
- Сепаратизм горцев и его корни // Горцы Кавказа. Париж, 1929. № 2-3. С. 5.
- Кавказ и Россия // Независимый Кавказ. Париж, 1929. № 2.
- Горцы и казаки // Кавказ. Париж, 1934. № 1. С. 9-11.
- Вечные ценности // Кавказ. Париж, 1934. № 4. С. 14-16.
- Итоги 14 лет // Кавказ. Париж, 1934. № 12. С 21-25.
- Итоги 14 лет. 2. // Кавказ. Париж, 1935. № 1. С. 13-18.
- Самоопределение горцев Кавказа и в частности Осетин // Кавказ. Париж, 1936. № 4. С. 31-37.
- Кавказ между Севером и Югом // Кавказ. Париж, 1936. № 8. С. 21-26.
- Хроника // Северный Кавказ (Le Caucase du Nord — North Caucasia). Париж, 1937. Апрель. № 36.
- Россия и Япония на высотах Чанг-Ку-Фенга // Кавказ. Париж, 1938. № 8-9. С. 14-20.
- Исторические задачи Кавказа // Казачий голос. 1938. № 10-12.
- Падение Кантона и Ханкеу и его последствия // Кавказ. Париж, 1938. № 11. С. 16-21.
- К украинскому вопросу // Кавказ. Париж, 1938. № 12. С. 19-23.
- Единые задачи (к украинскому вопросу) // Кавказ. Париж, 1939. № 1. С. 11.
- Польско-украинские отношения // Кавказ. Париж, 1939. № 2. С. 8.